# Gnana Rajasekaran
Gnana Rajasekaran (né le 23 janvier 1953) est un réalisateur, scénariste et dramaturge indien, également officier retraité de l'Indian Administrative Service (en).

## Filmographie
- 1995 : Mogamul
  - Indira Gandhi Award du meilleur réalisateur pour un premier film 1994[2]
- 1999 : Muğam
- 2000 : Bharathi
  - National Film Award for Best Feature Film in Tamil
  - Tamil Nadu State Film Award Special Prize (en)
- 2007 : Periyar[3]
  - National Film Award for Best Feature Film in Tamil
  - Tamil Nadu State Film Award Special Prize (en)
- 2014 : Ramanujan
  - Tamil Nadu State Film Award Special Prize (en)